# ميريام شور
ميريام شور (بالإنجليزية: Miriam Shor)‏ هي ممثلة أمريكية، ولدت في 25 يوليو 1971 بمنيابولس في الولايات المتحدة. بدأت مشوارها المهني سنة 1999.

## أعمال

### أفلام
- (2000) مسحور[6]

### مسلسلات
- أصغر سنا
- اسمي إيرل
- الأمريكيون[7]
- ذا غود وايف

## وصلات خارجية
- ميريام شور على موقع IMDb (الإنجليزية)
- ميريام شور على موقع ألو سيني (الفرنسية)
- ميريام شور على موقع ميوزك برينز (الإنجليزية)
- ميريام شور على موقع أول موفي (الإنجليزية)
- ميريام شور على موقع قاعدة بيانات برودواي على الإنترنت (الإنجليزية)
- ميريام شور على موقع قاعدة بيانات الأفلام السويدية (السويدية)
- ميريام شور على موقع إن إن دي بي (الإنجليزية)
- ميريام شور على موقع قاعدة بيانات الفيلم (الإنجليزية)
- ميريام شور على موقع ليتربوكسد (الإنجليزية)
- ميريام شور على موقع كينوبويسك (الروسية)